# Eysson

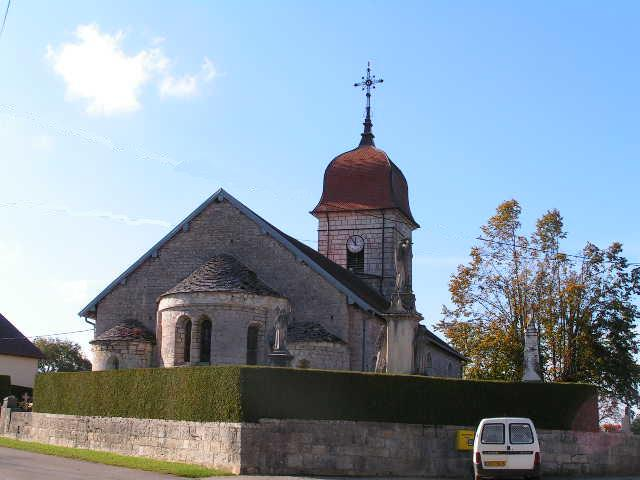
Kerk Saint-Georges

Eysson is een gemeente in het Franse departement Doubs (regio Bourgogne-Franche-Comté) en telt 88 inwoners (2009). De plaats maakt deel uit van het arrondissement Pontarlier.

## Geografie
De oppervlakte van Eysson bedraagt 6,1 km², de bevolkingsdichtheid is dus 14,4 inwoners per km².

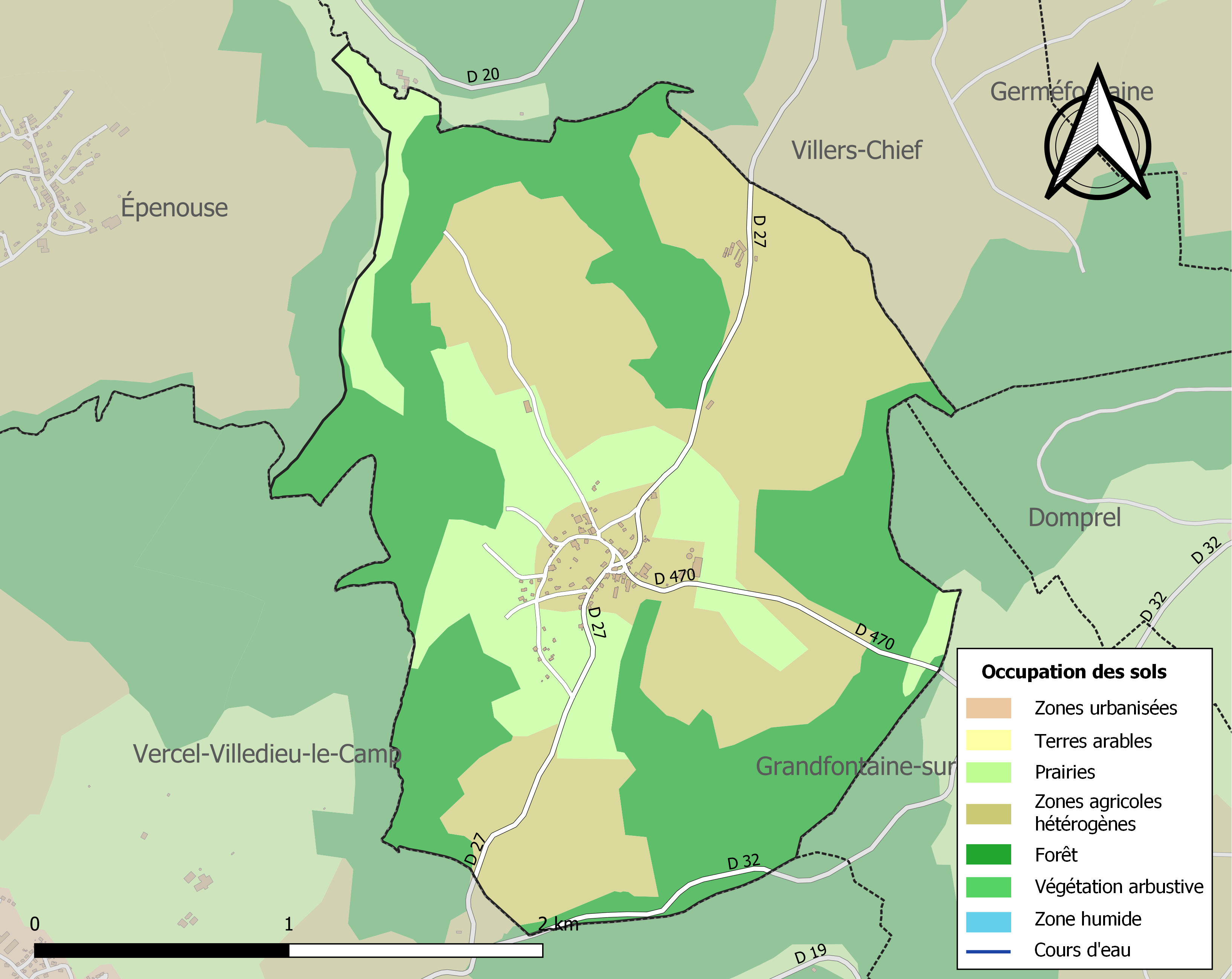
Kaart van de gemeente met de belangrijkste infrastructuur, bodemgebruik en omliggende gemeenten

## Demografie
Onderstaande figuur toont het verloop van het inwonertal (bron: INSEE-tellingen).